# شهر مردگان (فیلم)
شهر مردگان (انگلیسی: The City of the Dead)، با عنوان هتل وحشت (انگلیسی: Horror Hotel) در ایالات متحده، فیلمی در ژانر ترسناک فراطبیعی به کارگردانی جان لوولن ماکسی با بازی کریستوفر لی، وینیشا استیونسون، بتا سینت جان، پاتریشیا جسل و والنتین دایل محصول سال ۱۹۶۰ است. شهر مردگان نخستین فیلم بلندی بود که ماکسی کارگردانی کرد.
این فیلم در سپتامبر ۱۹۶۰ در بریتانیا منتشر شد. شهر مردگان یک بمب گیشه بود؛ گرچه سود اندکی کسب نمود.

### ارجاعات
1. 1 2  Hamilton, John (2013). X-Cert: The British Independent Horror Film 1951-70. Hailsham, England: Hemlock Books. pp. 72–77. ISBN 978-0-9557774-5-5.
2. ↑  Bryce, Allan, ed. (2000). Amicus: The Studio That Dripped Blood. London, England: Stray Cat Publishing. pp. 12–15. ISBN 978-0-9533261-3-6.
3. ↑  Chapman, J. (2022). The Money Behind the Screen: A History of British Film Finance, 1945-1985. Edinburgh University Press p 359
4. ↑  Moreau, Jordan (May 2, 2019). "British TV and Film Director John Llewellyn Moxey Dies at 94". Variety. Retrieved February 10, 2024.
5. ↑  Chibnall & McFarlane 2009, p. 238.

### کتابشناسی
- Chibnall, Jonathan; McFarlane, Brian (2009). The British 'B' Film. Palgrave Macmillan. ISBN 978-1844575749.